# McKayla Matthews
McKayla Matthews (ur. 4 września 1979 w Bristolu) – amerykańska aktorka pornograficzna.

## Życiorys
Urodziła się w Bristolu w stanie Connecticut. Na początku swojej kariery, po spotkaniu z Alishą Klass, byłą tancerką klubową, z którą Matthews pracowała, nakręciła cztery filmy w reżyserii Seymoura Buttsa. W swoim pierwszym filmie Thighs Wide Open wzięła udział w scenie seksu podwójnej penetracji z Herschelem Savage’em i Tyce Bune.
Pojawiła się też w filmie dokumentalnym Fluffy Cumsalot, Porn Star (2003) obok takich gwiazd porno jako Ron Jeremy, Jenna Jameson, Nina Hartley, Tera Patrick czy Briana Banks.

## Nagrody i nominacje
| Rok  | Nagroda   | Kategoria                              | Film                                          | Inni wykonawcy                          | Rezultat  |
| ---- | --------- | -------------------------------------- | --------------------------------------------- | --------------------------------------- | --------- |
| 2001 | AVN Award | Najlepsza gwiazdka                     | -                                             | -                                       | Nominacja |
| 2001 | AVN Award | Najlepsza scena seksu analnego - wideo | The Gapes of Wrath (2000), reż. Seymore Butts | Herschel Savage, Tyce Bune i Mark Davis | Nominacja |
| 2001 | AVN Award | Najlepsza scena seksu grupowego        | Mission to Uranus (2000), reż. Seymore Butts  | Alisha Klass i Hakan Serbes             | Wygrana   |